# КК Илисијакос
КК Илисијакос (грч. Ηλυσιακός Κ.Α.Ε.) је грчки кошаркашки клуб из Зографуа, предграђа Атине. Тренутно се такмичи у Првој лиги Грчке.

## Историја
Истоимено спортско друштво је настало 1927. а кошаркашка секција клуба је настала 1968. године. Први пут су заиграли у првој лиги у сезони 1986/87. и ту остали две сезоне. 
Од 1988. до 2003. клуб се такмичио у другој и трећој лиги, а свој највећи успех тада су имали 1995. године када су стигли до фајнал фора грчког купа где су заузели 4. место. Клуб се 2003. вратио у прву лигу али је већ након једне сезоне испао у нижи ранг. Нови повратак у највиши ранг су дочекали 2010. године. 

## Познатији играчи
- Стратос Перпероглу
- Антонис Фоцис
- Иван Мараш
- Вонтиго Камингс